# Neolucanus swinhoei
Neolucanus swinhoei es una especie de coleóptero de la familia Lucanidae.

## Distribución geográfica
Habita en Taiwán (República de China).